# Infinite Space
Infinite Space (無限航路?, Mugen Kōro) è un gioco di ruolo d'ambientazione fantascientifica per Nintendo DS, sviluppato da Nude Maker, prodotto da Platinum Games e pubblicato da SEGA. In Italia viene distribuito da Halifax.
Il gioco era inizialmente conosciuto con il nome provvisorio "Infinite Line". La versione europea del gioco contiene testo esclusivamente in lingua inglese.

## Modalità di gioco
Infinite Space è un gioco di ruolo di fantascienza ambientato nello spazio, in un futuro molto lontano in cui il genere umano ha colonizzato svariate galassie. Il gameplay può essere diviso in tre fasi principali: esplorazione, acquisto e modifica delle navi, combattimento. Il giocatore esplora pianeti e stazioni spaziali tramite dei menu, mentre i viaggi da pianeta a pianeta e i combattimenti avvengono controllando una flotta composta da un massimo di 5 navi spaziali. I comandi sono impartiti tramite il touch screen, e solo opzionalmente alcuni comandi possono essere impartiti attraverso alcuni pulsanti.

### Esplorazione
Il mondo di gioco di Infinite Space è composto da due galassie, suddivise in vari settori, ognuno comprendente decine di pianeti e vari altri corpi celesti e satelliti artificiali. I pianeti sono collegati fra loro attraverso delle "autostrade spaziali" (starlane). La navigazione nello spazio avviene scegliendo prima di tutto una destinazione dalla mappa, inizialmente molto limitata, e che aumenta di dimensioni con il procedere dell'esplorazione. Durante la traversata, di durata variabile a seconda della distanza da percorrere, la flotta del giocatore può essere attaccata da altre navi spaziali (vedi: Combattimento). L'esplorazione di un pianeta è molto limitata, ed avviene tramite menu, in maniera molto simile ad alcuni GdR strategici per Nintendo DS come Front Mission e Final Fantasy Tactics A2. Essenzialmente, quando si raggiunge un pianeta si attracca in realtà in una stazione orbitante intorno al pianeta, dalla quale, attraverso un ascensore, si può raggiungere la superficie del pianeta.

#### Superficie dei pianeti
La superficie di un pianeta solitamente ospita, oltre all'ascensore (Elevator) per tornare alla stazione spaziale, una taverna (Tavern). In ogni taverna è possibile parlare con il proprietario, i propri compagni o alcuni avventori. In questo modo si ottengono informazioni utili, si possono accettare missioni secondarie, o reclutare nuovi membri dell'equipaggio.
Delle volte su un pianeta è possibile trovare anche dei negozi chiamati Ship Co. (Ship Company), Module Co. (Module Company) e Fighter Co. (Fighter Company). In questi negozi si possono acquistare schemi (blueprint), ovvero disegni tecnici di navi, moduli e caccia. Una volta in possesso di uno schema, bisogna recarsi nei cantieri (Shipyard) e nei Remodeling Shop, presenti sulle stazioni orbitanti di molti pianeti, dove sarà possibile comprare qualsiasi nave, modulo o caccia di cui si possiede il relativo schema.
Esistono anche strutture uniche, che si trovano solo su un determinato pianeta.

#### Stazione orbitante
In ogni stazione orbitante è possibile usufruire di alcuni servizi di base, mentre altri sono presenti solo su alcune stazioni. I servizi di base sono: CTA, System, Battle Sim, Elevator.
- La CTA (Cosmic Trade Authority, lett. "Autorità del Commercio Cosmico") permette di riassegnare i ruoli ai membri dell'equipaggio e modificare la formazione della propria flotta, più una serie di funzioni secondarie.
- L'opzione System permette di salvare e caricare salvataggi, e di configurare alcune opzioni.
- L'opzione Battle Sim permette di usufruire della modalità multiplayer.
- L'ascensore (Elevator) permette di raggiungere la superficie del pianeta.

Molte stazioni spaziali ospitano i cantieri (Shipyard) e i Remodeling Shop.
- Shipyard (Cantiere): nei cantieri è possibile comprare nuove navi spaziali. In qualsiasi cantiere è possibile comprare qualsiasi nave di cui si possiede il relativo schema, acquistato nelle Ship Co.
- Remodeling Shop: chiamati nel gioco semplicemente Remodeling per brevità, sono officine in cui è possibile modificare le navi della propria flotta, installando su di esse i moduli e le armi. È anche possibile comprare dei caccia (Fighter), se una delle navi della nostra flotta permette di trasportarli. Come per l'acquisto delle navi, in ogni Remodeling Shop è possibile comprare e installare qualsiasi modulo o caccia di cui si possiede il relativo schema, acquistato nelle Module Co. e Fighter Co. Le armi acquistabili invece aumentano automaticamente con il procedere del gioco.

### Acquisto e modifica delle navi
L'acquisto delle navi avviene nei cantieri (Shipyard), mentre la modifica nei Remodeling Shop. In questi negozi, presenti nelle stazioni orbitanti di molti pianeti, è possibile comprare qualsiasi nave, modulo o caccia di cui si possiede il relativo schema, ed è inoltre possibile installare nuove armi. Sono presenti più di 100 diversi modelli di navi spaziali, ognuno con delle caratteristiche di base, da potenziare attraverso i moduli e le armi.
Le navi possono appartenere a 4 classi diverse: Battleship, Cruiser, Destroyer e Carrier.
- BB, Battleship (Corazzata): navi dotate di alta potenza di fuoco, alta resistenza, ma scarsa mobilità.
- CG, Cruiser (Incrociatore): navi con caratteristiche medie, una via di mezzo tra Battleship e Destroyer.
- DD, Destroyer (Distruttore): navi dotate di alta mobilità, ma non molto potenti e resistenti.
- CR, Carrier (Trasportatore): l'equivalente spaziale della portaerei, equipaggiate con meno armi ma dotate di un'ampia stiva e di una catapulta per lanciare i caccia (Fighter), piccole navicelle che attaccano in stormi le navi nemiche.

I caccia possono essere considerati una quinta classe di navi, anche se l'acquisto avviene nei Remodeling Shop. Ne esistono tre tipi diversi: Interceptor (Intercettatore) per attaccare i caccia nemici; Striker (Offensivo) per attaccare le navi nemiche; Multi-Role (Multiruolo) che fungono sia da Interceptor che da Striker. I Carrier non sono le uniche navi che possono trasportare i caccia. Qualsiasi nave che abbia come dotazione base una "catapulta" può trasportarli e lanciarli, a patto di installare su di essa uno o più moduli Hangar per contenere i caccia, cosa necessaria anche per i Carrier.
Vi è infine una categoria di navi denominata semplicemente Other (Altro) che include tutte le navi che hanno funzioni diverse da quella "militare": trasporto merci, trasporto passeggeri, navi-ospedale, ed altro. Queste navi non vengono messe a disposizione del giocatore.

#### Moduli
I moduli sono compartimenti aggiuntivi per le navi spaziali, da acquistare nei Remodeling Shop, previo acquisto del relativo schema nelle Module Co. Esistono più di 200 moduli diversi. Ogni modulo offre un determinato numero di potenziamenti per la nave sulla quale verranno installati, dalla velocità in battaglia, alla potenza di attacco, difesa, ecc. Ogni modulo ha una determinata forma e dimensione, aspetto che viene rappresentato graficamente da blocchi simili a quelli del Tetris. Ogni nave infatti offre un certo grado di personalizzazione, rappresentato da un determinato spazio in cui installare i moduli; riempito questo spazio, non è possibile installare altri moduli. In altre parole, non è possibile potenziare all'infinito una nave aggiungendo moduli su moduli, ma solo nel numero consentito dallo spazio a disposizione sulla nave che stiamo modificando. I moduli possono essere disinstallati e venduti, ad esempio per fare spazio ad altri moduli.

#### Armi
Ogni nave possiede un determinato numero di slot per le armi, compreso tra 1 e 5. Le armi si dividono in 4 categorie diverse: laser, plasma, munizioni solide e contraerea. Di ogni categoria esistono vari modelli che si differenziano per accuratezza, raggio d'azione, numeri di colpi, potenza e stazza. L'installazione delle armi su di una nave non è limitata soltanto dal numero massimo di armi che quella nave può trasportare, ma anche dalla loro stazza: L (Large, grandi), M (Medium, medie) e S (Small, piccole). Alcune navi possiedono armi preinstallate, che non è possibile cambiare.

#### Reclutamento dell'equipaggio
Un'ulteriore personalizzazione è costituita dal reclutamento e distribuzione dell'equipaggio nei vari ruoli all'interno della nave. Nel corso del gioco, il protagonista incontrerà vari personaggi, alcuni dei quali offriranno la loro disponibilità ad essere reclutati. I personaggi reclutabili sono più di 100, da assegnare a 35 ruoli diversi. Ogni personaggio ha dei valori diversi nei vari parametri che li caratterizzano: Leadership, Control, Navigation, Artillery, Maintenance, Science, Piloting, Medicine, Management, Combat. I valori associati a queste caratteristiche aumentano con l'aumentare del livello di esperienza, ed influenzano l'efficienza nella gestione della nave, sia negli spostamenti che nei combattimenti. Ogni ruolo è associato ad uno specifico parametro, per cui è importante assegnare correttamente i ruoli ai vari personaggi, sulla base dei loro punti di forza. Molti personaggi sono in possesso di una, due o tre Special Skill (abilità speciali), che danno un ulteriore bonus se il personaggio è assegnato a determinati ruoli, oppure permettono l'utilizzo di comandi aggiuntivi durante le battaglie.

### Combattimento
Durante il tragitto da un pianeta ad un altro, la flotta del giocatore può essere attaccata da altre navi spaziali, dando inizio così alla fase di combattimento, che avviene in tempo reale. Lo schermo inferiore del Nintendo DS mostra il ponte di comando della nave ammiraglia della propria flotta, sul quale sono sovraimpressi i comandi, selezionabili tramite stilo; lo schermo superiore mostra le navi alleate e nemiche mentre si danno battaglia, oltre ad una serie di indicatori.
È possibile in qualsiasi momento muoversi in avanti, indietro o stare fermi (Forward, Back e StandBy), cosa che permette di avvicinarsi o allontanarsi dalla flotta nemica. È infatti necessario avvicinarsi abbastanza da far rientrare la nave o le navi bersaglio nel raggio d'azione delle proprie armi, altrimenti il proprio attacco andrà a vuoto. Per fuggire dalla battaglia, è possibile selezionare l'opzione Escape (Fuga) disponibile non appena iniziata una battaglia, oppure indietreggiare con la propria flotta fino a quando al posto del comando Back compare il comando Secede (Ritirata). In alcune battaglie può essere difficile o impossibile fuggire o ritirarsi.
Oltre ai comandi di movimento, sono disponibili altri comandi, come quelli di attacco, per i quali è però necessario attendere che si riempia a sufficienza una barra chiamata Command gauge (Barra del comando). A seconda del livello di riempimento della Command gauge possono essere impartiti ordini diversi, con quelli più efficaci che richiedono un maggior dispendio della barra, e non possono quindi essere usati se la barra non è piena a sufficienza. La barra si riempie ad una velocità che varia sulla base dei modelli di nave della propria flotta, dei moduli installati su di esse e dell'abilità dell'equipaggio. Un equipaggio formato da persone con un alto livello di esperienza e ben distribuito nei vari incarichi all'interno della nave permette alla Command gauge di riempirsi più velocemente, e quindi di attaccare più spesso. Durante il combattimento, il giocatore ha anche la possibilità di avvicinarsi ad una nave nemica e abbordarla, dando inizio ad una diversa schermata di battaglia, in cui si scontrano gli equipaggi delle due navi, con una meccanica ispirata alla morra cinese.

### Multiplayer
Il gioco offre la possibilità di combattere battaglie tra navi spaziali in multiplayer, sfruttando la tecnologia Wireless (standard IEEE 802.11). Per utilizzarla è necessario avere due Nintendo DS e due copie del gioco. Non è previsto l'utilizzo della Nintendo Wi-Fi Connection, ma soltanto del wireless locale.

## Grafica
I personaggi ed alcuni sfondi sono realizzati in grafica 2D, con uno stile da anime giapponese, mentre le navi, i pianeti e le battaglie sono realizzati in grafica 3D.

## Storia

### Background
L'ambientazione di Infinite Space si ispira ad opere di fantascienza di scrittori come Arthur C. Clarke (in particolare Childhood's End), Greg Egan e Ryo Mitsuse.
Il gioco è ambientato in un futuro molto lontano, in cui gli esseri umani hanno colonizzato svariate galassie. Tra queste vi sono la Piccola Nube di Magellano (Small Magellanic Cloud, SMC) e la Grande Nube di Magellano (Large Magellanic Cloud, LMC), connesse da un'unica "autostrada spaziale" (starlane) chiamata Flusso di Magellano (Magellanic Stream). La SMC è una galassia di frontiera, colonizzata da persone provenienti dalla LMC, ed è divisa tra l'Unione Interplanetaria di Elgava (Interplanetary Union of Elgava), l'Ammasso stellare di Kalymnos (Kalymnos Cluster), e Nova Nacio. La LMC è una galassia più grande della SMC, ed ospita decine di nazioni come la Repubblica di Regeinland, il Granducato di Enemonzo (Grand Duchy of Enemonzo), la Repubblica di Libertas, o la Santa Nazione di Adis (Holy Nation of Adis). All'incirca 3 quarti della LMC è controllata dalla Federazione Galattica, un'organizzazione comprendente 57 nazioni della LMC. Libertas è la nazione più potente e leader de facto della Federazione, seguita da Regeinland ed Enemonzo. Adis, fondata dai primi esseri umani giunti nella LMC, è invece la principale potenza non appartenente alla Federazione, che rivaleggia con questa in termini di potenza militare ed influenza politica.
Praticamente tutte le navi spaziali di questo universo sono dotate di motori basati su una tecnologia chiamata "invertitore di inflatoni" (inflaton inverter) che permette viaggi ad una velocità superiore a quella della luce; delle antiche costruzioni chiamate Void Gates (Portali Intergalattici, lett. Cancelli del Vuoto) sono necessarie per percorrere in breve tempo distanze che altrimenti impiegherebbero anni ad essere percorse anche con i motori ad invertitore di inflatone. Esistono alcuni Cancelli del Vuoto inattivi ed in rovina, chiamati Dead Gates (lett. Cancelli Morti), che vengono considerati di un qualche interesse solo dalla comunità scientifica. Gli Epitaffi (Epitaph) sono invece dei rari e piccoli manufatti sparsi per l'universo, che si dice abbiano il potere di cambiare l'universo, e sono in qualche modo collegati ai Void Gates. La storia di Infinite Space ruota intorno alla ricerca di Yuri nello scoprire a cosa servono gli Epitaffi, essendo lui venuto in possesso di uno di questi.

## Marketing
Alcuni studi d'animazione giapponesi tra i quali Gonzo e Production I.G hanno creato dei cortometraggi per la campagna promozionale del gioco. Il primo cortometraggio è stato presentato nel corso del Tokyo Game Show 2008 ed è stato successivamente reso disponibile attraverso il sito ufficiale del gioco.

## Accoglienza
La nota testata giapponese Famitsū ha assegnato al gioco le votazioni 9/9/8/8 per un totale di 34/40, ottenendo un Gold award (premio di riconoscimento formale dato ai giochi con voto complessivo superiore a 32/40). Nelle parole di uno dei quattro recensori: "A partire dalla personalizzazione della nave secondo i gusti del giocatore fino ad arrivare ai più piccoli dettagli, dalla difficoltà delle battaglie (una minima distrazione e si muore all'istante) alla vasta e complessa trama fantascientifica: ogni aspetto di questo gioco è più profondo di quanto ci si potesse immaginare. [...] Le mere dimensioni di quest'opera sono impressionanti, e non posso che complimentarmi per un tale impegno. Ci sono sezioni non proprio perfette, ma si tratta di difetti minimi ampiamente trascurabili dati i meriti del gioco."
Molti recensori sono rimasti colpiti dalla vastità dell'ambientazione, trovandola talvolta "semplicemente sbalorditiva." Generalmente molto apprezzata è stata la personalizzazione delle navi. "La personalizzazione delle navi non è semplicissima, ma è molto appassionante, e le personalizzazioni ottenibili possono essere assai diverse l'una dall'altra."
Le critiche maggiori sono state quelle rivolte alla curva di apprendimento, troppo poco ripida. "Le battaglie sono molto difficili, e non ci si può distrarre per un attimo neanche nei combattimenti più semplici." "Ci vuole tempo per imparare i meccanismi della battaglia, ma il gioco riesce a coinvolgere anche nella lunga durata." "Il gioco sa essere molto severo, e spesso delle decisioni apparentemente insignificanti hanno degli effetti decisivi sul resto del gioco. Nonostante sembri a prima vista complesso, l'interfaccia è semplice da usare e subito ci si ritrova immersi nelle meccaniche di gioco."
La critica occidentale è stata meno entusiasta, con un voto medio di 76/100 sul sito di aggregazione di voti Metacritic. I maggiori elogi sono stati riservati all'ambientazione fantascientifica e alla generale profondità di atmosfera, ma alcuni recensori sono rimasti insoddisfatti dalla curva di difficoltà molto alta, una sporadica difficoltà nell'identificare gli obiettivi del gioco, e l'interfaccia poco intuitiva.

### Vendite
Durante la prima settimana di lancio in Giappone, Infinite Space ha venduto 38,000 copie ed è stato il gioco più venduto in Giappone nello stesso periodo. Le vendite in patria sono calate vistosamente nelle settimane immediatamente successive. In Nord America ed Europa il gioco non ha registrato buone vendite paragonabili a quelle nel mercato giapponese.

## Staff
- Produttore: Inaba Atsushi
- Game Director, Soggetto: Kōno Hifumi
- Character Designer: Takeyasu Sawaki, Iwamoto Tatsurō
- Design delle navi: Okubo Junji[10][11], Miyatake Kazutaka[11][12], Teraoka Kenji[11], Washio Naohiro[11][12], Shingaida Tetsuya[11]
- Planner, Sceneggiatura: Nukita Masafumi
- Musiche: Takada Masafumi[13]
- Theme Song: Nishimura Chieko
- Animazioni: Gonzo, Production I.G
- In collaborazione con: Studio Nue